# آخر أيام المدينة (فلم)
آخر أيام المدينة  فيلم دراما مصري لعام 2016 من إخراج تامر السعيد، في ظهوره الأول، وقام بكتابة القصة والسيناريو والحوار المخرج بمشاركة الكاتبة والباحثة السينمائية اللبنانية رشا سلطي. الفيلم من بطولة خالد عبد الله، ليلى سامي، حنان يوسف، و مريم صالح، وتدور أحداثه في عام 2009، داخل مدينة القاهرة، حيث يعيش خالد، المخرج الشاب، وهو يحاول أن يصنع فيلمًا عن تلك المدينة، وما تحمله من أحلام. في الوقت الذي يعاني فيه من احتمالية أن يُطرد من شقته، وأن تهاجر حبيبته، ووسط كل هذا يتذكر أيام طفولته عندما كانت القاهرة مكانًا أكثر إشراقًا.
شارك الفيلم في أكثر من 50 مهرجان دولي كما حاز على 10 جوائز دولية وأيضا جائزة النقاد العرب.
صدر الفيلم للعرض في ألمانيا في 14 فبراير 2016، والعرض في بولندا 24 مارس 2017، ولبنان 20 أبريل 2017، وفرنسا 28 يونيو 2017، والولايات المتحدة 27 أبريل 2018، وتونس 4 يوليو 2018، بالإضافة للعروض في 50 مهرجان سينمائي حول العالم.
منح موقع قاعدة بيانات الأفلام على الإنترنت (IMDB) الفيلم درجة 6.9 بناءاً على 571 صوتاً.
منح موقع قاعدة بيانات الأفلام العربية "السينما.كوم" الفيلم درجة 6.5 بناءاً على 9 أصوات.

## طاقم التمثيل
- خالد عبد الله: في دور خالد (المخرج)
- ليلى سامي: في دور ليلى (حبيبة خالد وتعمل مترجمة)
- حنان يوسف: في دور حنان (مدربة فريق رقص)
- مريم صالح: في دور مريم (من فريق الرقص)
- حيدر حلو: في دور حسن (صديق خالد – عراقي مقيم في بغداد)
- باسم حجار: في دور طارق (صديق خالد – عراقي مهاجر إلى ألمانيا)
- باسم فياض: في دور باسم (صديق خالد – لبناني يقيم في بيروت)
- علي صبحي: في دور علي
- إسلام كمال: في دور المونتير
- محمد جابر: في دور جابر (السمسار)
- زينب مصطفى: في دور أم خالد
- إعتماد علي حسن: في دور إعتماد
- فضيلة توفيق: في دور أبلة فضيلة (مذيعة برنامج الأطفال)
- الست إكرام: في دور بائعة الورد
- دانا عادل: في دور هيام
- محمد عادل: في دور متظاهر
- رولا أسير: في دور السيدة المنقبة
- مصطفى بيومي: في دور رجل في مقهى الحرية
- رأفت بيومي: في دور رأفت
- محمد السايس: في دور سائق سيارة الأجرة الغاضب
- مهدي الجابوري: في دور الخطاط
- سيد حافظ: في دور عامل المسرح
- زكريا علي محمد: في دور زكريا (البواب)
- جوليا تشولز: في دور المصورة الأجنبية
- خالد طلعت: في دور ضابط شرطة
- هشام ونس: في دور الزوج المعتدي
- محمد الشحات: في دور بلطجي
- علاء فاروق: في دور ضابط شرطة
- ريهام عبد القادر: في دور الزوجة المعتدى عليها
- زينهم محمد: في دور رجل في المقهى
- بشير السباعي: في دور رجل في المقهى
- جميل شفيق: في دور رجل في المقهى
- عم فرج: في دور بائع الصحف
- إكرام: في دور بائعة الزهور
- بالاشتراك مع: علي خميس - بطرس غالي - محمد حنفي دياب [15][16]

## أحداث الفيلم
يغادر خالد (خالد عبد الله) منزل والدته ليستقل سيارة أجرة ومن مذياع السيارة يستمع لنشرة أخبار الصباح عن زيارة للرئيس حسني مبارك لفرنسا وتصريحه لصحيفة لو فيجارو الفرنسية أن السلام العادل والشامل هو السبيل الوحيد لحل أزمة الشرق الأوسط بينما ينظم المصريين والعرب المقيمين في باريس تجمع أمام مقر إقامة مبارك لتأييده. يلتقي خالد بسمسار العقارات، جابر (محمد جابر)، ليعرض عليه شقة سكنية ولكنها لا تناسبه. يطلب خالد من السيدة حنان (حنان يوسف)، مدربة الرقص، أن تحدثه عن بيت والدتها في حي جليم بالإسكندرية، وأثناء روايتها لوصف البيت السكندري القديم يكتشف مشاهد الفيلم أن خالد يشاهد هذا الحوار بين البطل وحنان على كمبيوتر وإلى جواره المونتير (إسلام كمال) أثناء جلسة عمل مونتاج لفيلم يخرجه ويؤلفه خالد، وحيرته في إنهاء فيلمه. يستعرض ما تم تصويره لبطلة الفيلم مريم (مريم صالح) وهي تتحدث عن والدها المتوفى حديثاً ثم تجولها في شوارع القاهرة لتصل لمحل أدوات رسم ولوحات، ويخرج خالد من نفس المحل يحمل لوحة بينما صوت نشرات الأخبار في الخلفية يذيع أخبار عن الرئيس مبارك. يصل خالد لصالة تدريب الراقصين حيث السيدة حنان تقوم بتدريب الشباب والشابات. يصعد خالد إلى مكتبه ويعيد مشاهدة لقطات تظهر فيها ليلى (ليلى سامي) حبيبته البالغة 33 سنة وتعمل بالترجمة، والتي حصلت على تأشيرة للهجرة بدون عودة، ثم يغادر إلى الشارع وفي الخلفية أخبار زيارات حسني مبارك إلى تركيا وفرنسا وفي الطريق يشاهد كثيراً من سيارات ورجال قوات الأمن ومظاهرة لمساندة "غزة" الفلسطينية بينما المذياع يذكر إجتماع مبارك مع رئيس الوزراء المصري "أحمد نظيف" وأيضا ذهاب المنتخب المصري لكرة القدم، برئاسة "حسن شحاتة"، للعب في أنجولا بعد مباراة خسرها أمام منتخب الجزائر والاهتمام الكبير من الرئيس حسني مبارك بالمباراة القادمة. يحضر خالد ندوة عن السينما يحضرها شباب من البلاد العربية وبعد الندوة يجتمع بعضهم في مقهى وتلحق بهم حنان ومريم وآخرين. يستمع خالد لوالدته تروي جانب من قصتها مع والده، المتوفي، وحادث السيارة الذي وقع أثناء عودتهم من ليبيا وتسبب في موت شقيقته آمال. يذهب خالد إلى مبنى الإذاعة والتلفزيون للقاء مذيعة برنامج الأطفال "ابلة فضيلة" (فضيلة توفيق) لسؤالها عن والده الذي كان يعمل معها ويكتب الشعر للأطفال.
يجتمع خالد على شط النيل مع طارق (باسم حجار) العراقي المهاجر إلى ألمانيا، وحسن (حيدر حلو) العراقي الذي لا يستطيع العيش خارج بغداد، وباسم (باسم فياض) اللبناني الذي أحب بلاده أثناء فترة الحرب الأهلية أكثر من الآن وجاء يصور مدينة القاهرة بدلاً من بيروت، ويدور الحديث مع احتساء زجاجات البيرة. يلتقي خالد بالسمسار جابر مرة أخرى ليصطحبه إلى شقة لتأجيرها حيث يشاهد لافتة كتب عليها "الحجاب قبل يوم الحساب" وسماعة بالمصعد تذيع دعاء الركوب والسفر، ويخبره زكريا (زكريا علي محمد)، بواب العمارة، أن الحاج محمود ساكن الدور الرابع قد وضع هذه الأشياء. يستمر زكريا في الطرق على باب الشقة المراد تأجيرها لفترة طويلة ثم تفتح "شراعة" باب الشقة سيدة ترتدي النقاب (رولا أسير) وتعتذر عن التأخير بسبب أداء الصلاة وترفض السماح لهم بالدخول لمعاينة الشقة لغياب زوجها. يغادر خالد غاضبا وفي المصعد يستمع لدعاء الركوب ويشاهد لافتات كتب عليها "أحب الأعمال إلى الله، الصلاة في وقتها"، "الصلاة نور". أثناء تنقلات خالد في شوارع القاهرة يصادف الضوضاء والأخبار على المذياع عن الحزب الوطني وأمن القاهرة المستتب، وفي المقهى يشاهد سيارات ورجال الأمن والتلفاز يعرض إنفجارات في لبنان ثم يلتقي السيدة حنان التي تنهره عن الاكتفاء بتصوير القديم والموت وانهيار المباني وتعتقد أنه يحب القاهرة بحزن وكأنها غدرت به أو خانته. مازال خالد يستمع لنشرات الأخبار، وهو يقلب الصحف، وتصادفه أخبار تجديد العمل بقانون الطوارئ لحين اكتمال "قانون الإرهاب" حسب ما أعلنه الدكتور مفيد شهاب، وتأكيد الرئيس مبارك على تعزيز حقوق الإنسان، ويهنيء الكابتن حسن شحاتة للتأهل للدور الثاني لبطولة الأمم الأفريقية، ووفاة 57 شخصاً في حريق مسرح بني سويف وبراءة وزير الثقافة وعدد من قيادات الوزارة، وإلقاء قوات الأمن القبض على بعض من قيادات جماعة الإخوان المسلمين المحظورة. يشاهد خالد مظاهرات تهتف بسقوط مبارك، ومطاردة بعض الشباب وضربهم والقبض عليهم بينما تقوم بتصويرهم مصورة أجنبية (جوليا تشولز) ويكتفي خالد بالتقاط صور بهاتفه. يستقل خالد سيارة أجرة ويجد سائقها (محمد السايس) غاضب من المتظاهرين ويعتقد أن الاولى بهم البحث عن العمل. تستمر إذاعة مباراة كرة القدم و"عماد متعب" يسجل هدفاً يشعل الهتافات والفرحة في الشوارع مع إشعال الألعاب النارية والرقص والغناء. يواصل باسم تصوير شوارع وأحداث بيروت ليرسلها إلى خالد الذي مازال يشاهد مظاهرات غاضبة تطالب بالإفراج عن المعتقلين ويخصوا بالذكر "مجدي أحمد حسين" من حزب العمل. يحزم خالد أشياءه ويتلقى مكالمة من طارق، في نفس اللحظة التي يستمع فيها إلى خبر مصرع أكثر من 51 عراقياً في سلسلة انفجار سيارات مفخخة في بغداد، ويسمع صوت طارق يتهدج ويبدو أنه أصيب إصابة بالغة. يجلس خالد بجوار والدته في المستشفى وحالتها تتدهور وتعود لذاكرته صورة طارق. 

## منع عرض الفيلم في مصر
تقدم المخرج تامر السعيد بطلب للرقابة للحصول ترخيص فيلم "آخر أيام المدينة" للعرض العام في مصر، وذلك بعد أن حصل على ترخيص بالتصوير من نفس الجهة عام 2008، وطال الانتظار لمدة عام ولم يتلقى أي رد من الرقابة.
أجاب يوسف الشاذلي، مدير شركة "زوايا" الموزعة لفيلم "آخر أيام المدينة"، عن سؤال برنامج "عرب وود" على شاشة "روتانا سينما" في يونيو 2017  وقال أنه قدم طلب للرقابة المصرية لعرض الفيلم منذ 9 شهور ولم يتلقى إجابة حتى الآن، وأضاف أن أسباب المنع غير واضحة، وفي يوليو 2021 نشرت صحيفة "صدى البلد" وأيضا موقع "مصراوي" أن المستشار القانوني محمود عثمان، محامي مخرج الفيلم، أفادهم بأن الدائرة الثانية بمحكمة القضاء الإداري أصدرت حكما بقبول الدعوى المقامة من المخرج تامر السعيد ضد وزيرة الثقافة، ورئيس المجلس الأعلى للثقافة، طعنا على امتناع الإدارة المركزية للرقابة على المصنفات السمعية والسمعية البصرية (المصنفات الفنية) عن منح الفيلم ترخيص بالعرض العام، وإلغاء قرار الجهة الإدارية، وأصبح الحكم في الدعوى التي تحمل رقم 16441 لسنة 72 قضائية، نهائي وواجب النفاذ.

## إنتاج الفيلم
تم تصوير الفيلم على مدار عامين وثلاثة فصول شتوية، وذلك قبل ثورة الخامس والعشرين من يناير، وتم مونتاجه بعدها.
ذكر المخرج تامر السعيد أنه صنع "آخر أيام المدينة" في سبيل الدفاع عن حبه لمدينته محاولًا إظهار التناقضات التي وجدت فيها، وأضاف: "كل شخصية في الفيلم تمثل نفسها، فليلى مثلاً، لا تعبر عن النساء في مصر أو ما شابه، بل عن ليلى فقط، وما يهمها أو يحزنها، وكذلك بقية الشخصيات. فالقصص عرضت بشكل إنساني بحت، ورغم انزعاج البعض من الشخصيات الرجالية في الفيلم، إلا أنها شخصيات إنسانية حقيقية لم تخجل من التعبير عن ضعفها وحزنها وهشاشتها."
حاورت ليانا صالح، مقدمة برنامج "ثقافة" على قناة التلفزيون الفرنسية "فرانس 24"، المخرج تامر السعيد. "قالت ليانا أن الفيلم جال العالم بأسره ولفظته مدينته القاهرة" ودعت العرب المقيمين في فرنسا والمصريين خصوصاً للذهاب إلى دور العرض لمشاهدة الفيلم، ورد المخرج قائلاً أن أي فيلم في نظره هو "استخدام الصوت والصورة بطريقة خلاقة كي يعبر عن موقف من العالم"، وأضاف أن فيلمه قائم على الارتجال. قارنت المذيعة بين فيلم "آخر أيام المدينة" وفيلم يوسف شاهين "القاهرة منورة بأهلها"، وعلق تامر أنه تأثر بفيلم كمال الشيخ لعام 1954 "حياة أو موت" وفيلم "ضربة شمس" عام 1980 للمخرج محمد خان، وفيلم "المدينة" عام 2000، وكلها أفلام تم تصويرها في الشوارع، ولا يجد تعارض بين إعجابه ببعض الأفلام القديمة وبين صناعة فيلمه الخاص.

## استقبال الفيلم
منح موقع "الطماطم الفاسدة" الفيلم تقييماً مقداره 80% بناءاً على آراء 25 ناقداً سينيمائياً.
جاءت التعليقات والنقد من حول العالم وعلى وجه الخصوص من ألمانيا حيث فاز الفيلم هناك بجائزة مهرجان برلين السينمائي الدولي.
كتب روديجر سوشلاند على موقع الموقع الألماني أرتيشوك: "هو فيلم أصيل للغاية، ومثال رئيسي على الالتزام والنشاط الفني الذي يتجاوز كل ما هو متوقع، على حقيقة أن السينما لا تتعلق بصناعة أفلام سياسية، بل هي صناعة أفلام سياسية" (على حسب ما قال المخرج الفرنسي جان لوك غودار). ينجح تامر السعيد في بحث روائي عن الوقت الضائع وفي نفس الوقت سينما مستيقظة ومعاصرة للغاية."
كتب جون أركيليان على موقع المجلة الكندية "آرتس فورام": "فيلم روائي طويل لأول مرة للمخرج (والكاتب المشارك) تامر السعيد، وهو تأمل ذكي واستبطاني للحياة والمكان، فيلم يستحضر المرثية والذاكرة وجاذبية الراوي."
كتب الموقع الفرنسي "افوار ألير" مقالة نقد سينمائي جاء فيها: "يصور خالد روح مدينته وسكانها. وجوههم وآمالهم. عندما تشتعل المدينة، في مقر الثورة، تصبح الصور كفاحها. أرسل له بعض الأصدقاء صور القاهرة ، وكذلك صور بيروت وبغداد وبرلين. يجب أن نجد القوة لمواصلة عيش الجمال المؤلم لفيلم "الأيام الأخيرة للمدينة".
أشاد موقع "ساين جرانديوزى" وكتب بالبرتغالية: "يسعدني أن أقول إن هذا أحد الأفلام البديلة التي تعمل على صيغته، حسنًا، البديل. تبعًا لاتجاه الوتيرة البطيئة والسرد الهادئ، يقدم هذا الفيلم الطويل نظرة ثاقبة مثيرة للاهتمام للوضع السياسي في مصر قبل بضع سنوات."
منح الناقد الألماني روني دومبروفسكي، على موقع "سيني تاستك"، الفيلم درجة 7/ 10 وقال: "أثار المخرج سؤالًا عن المدة التي سيستمر فيها بطل الفيلم خالد في مشاهدة ما يحدث، وترك للأسف المجال مفتوحًا تمامًا للمشاهد. ان خالد، في نهاية المطاف، يفعل ما يفعله الكثير من الناس في القاهرة، أنهم يرون فقط الطريق للذهاب إلى المنفى."
قدم الناقد السينمائي المصري طارق الشناوي تفسيراً على صفحات "المصري اليوم" جاء فيه: "تامر السعيد كان يرصد حالة التمرد في مصر ضد حكم مبارك، تامر شارك في الثورة ولكنه لم يشأ أن يضع خط الثورة وإجبار مبارك على التنحي لتصبح هى الذروة للشريط السينمائى، لأنها كانت في هذه الحالة ستحجب الرؤية عن هدفه العميق."
كتبت شيماء العبيدي على الموقع التونسي "ميسك": "آخر أيّام المدينة، هو شهادة تدوم ساعتين عن القاهرة، بطاقة هويّة لمدينة يغطّيها الحشد حين يستيقظ وتتعرّى عندما ينام الجميع."
أجرت آلاء حسانين (المجلة العربية – العدد (526) يوليو 2020) لقاء مع المخرج واختتمت مقالتها قائلة: "أية كتابة ستكون قاصرة أمام تحفة سينمائية عظيمة مثل آخر أيام المدينة، حيث يعده البعض أهم فيلم مصري في العقد الأخير."
كتب المؤرخ السينمائي سمير فريد في صحيفة "المصري اليوم": "فى "آخر أيام المدينة" تدخل السينما المصرية عالم ما بعد الحداثة لأول مرة، فالتسجيلى والروائي في وحدة درامية عضوية كاملة، والممثل المحترف يلتحم مع الناس العاديين في الشوارع والأماكن، ولا تستطيع أن تفرق بينهم.

## مشاركات
ألمانيا: 14 فبراير 2016 (مهرجان برلين السينمائي الدولي)
الولايات المتحدة: 26 مارس 2016 (مخرجون جدد / أفلام جديدة)
ليتوانيا: 1 أبريل 2016 (مهرجان فيلنيوس السينمائي الدولي)
الأرجنتين: 17 أبريل 2016 (مهرجان بوينس آيرس الدولي للسينما المستقلة)
البرتغال: 21 أبريل 2016 (مهرجان إنديلسبوا للفيلم الدولي)
بولندا: 28 يوليو 2016 (مهرجان نيو هورايزونز السينمائي)
أستراليا: 31 يوليو 2016 (مهرجان ملبورن السينمائي الدولي)
بولندا: 20 سبتمبر 2016 (مهرجان غدينيا السينمائي البولندي)
البرازيل: 7 أكتوبر 2016 (مهرجان ريو دي جانيرو السينمائي الدولي)
المملكة المتحدة: 9 أكتوبر 2016 (بي إف آي مهرجان لندن للأفلام)
الولايات المتحدة: 14 أكتوبر 2016 (مهرجان شيكاغو السينمائي الدولي)
النمسا: 29 أكتوبر 2016 (مهرجان فيينا السينمائي الدولي)
فرنسا: نوفمبر 2016 (مهرجان نانت لثلاث قارات)
سنغافورة: 12 أغسطس 2017 (مهرجان الشرق الأوسط السينمائي)
الولايات المتحدة: 2 نوفمبر 2018 (مهرجان فرجينيا السينمائي)
المملكة المتحدة: 13 سبتمبر 2020 (مهرجان سفار السينمائي)
فرنسا: نوفمبر 2020 (مهرجان نانت لثلاث قارات)
اعتذر مهرجان القاهرة السينمائي الدولي في دورته 30 عن قبول اشتراك فيلم "آخر أيام المدينة" بعد موافقة المهرجان السابقة، وصرح يوسف شريف رزق الله، المدير الفني للمهرجان، بأن إدارة المهرجان قد طلبت من المخرج تامر السعيد التوقف عن الإشتراك في المهرجانات العالمية ولكنه لم يلتزم ولهذا رفضت إدارة المهرجان عرض فيلماً مصرياً في مهرجان سينمائي مصري قد شاهده العالم بأسره وجاءت مصر في ذيل قائمة الدول التي شاهدته وقال لصحيفة الشروق: "استبعدنا الفيلم من المسابقة الدولية احترامًا لقيمة المهرجان وأصحاب العمل، القيمة الحقيقية لفيلمنا أن يعرض في بلده ولأهله وجمهوره من المصريين"، بينما صرح الناقد السينمائي المصري "طارق الشناوي" لصحيفة "المصري اليوم" قائلاً: "قرار المهرجان بمنع عرضه، فأنا مع الأسف أشك أن أصابع الدولة حاضرة في قرار الاستبعاد."
تم استبعاد ثاني للفيلم من "مهرجان شرم الشيخ" في دورته الأولى، وفاجأت إدارة المهرجان الحضور في المؤتمر الصحفى للمهرجان بعدم ذكر اسم الفيلم ضمن الأفلام المشاركة، حيث اكتفى المخرج أحمد حسونة المدير الفني للمهرجان بقول إنه كان هناك شروط متفق عليها ولم يلتزم تامر السعيد العمل بها.

## الجوائز والترشيحات
مهرجان برلين السينمائي الدولي 2016: فاز بجائزة كاليجاري (تامر السعيد)، ورشح لجائزة أفضل "فيلم أول" لعام 2016 (تامر السعيد).
مهرجان بوينس آيرس الدولي للسينما المستقلة 2016: فاز بجائزة أفضل مخرج 2016 في المسابقة الدولية (تامر السعيد)، ورشح لجائزة أفضل فيلم 2016 في المسابقة الدولية (تامر السعيد).
مهرجان إنديليسبوا الدولي للسينما المستقلة 2016: رشح للجائزة الكبرى لمدينة لشبونة (تامر السعيد).
مهرجان نيو هورايزونز السينمائي الدولي، بولندا 2016: فاز بالجائزة الكبرى في المسابقة الدولية (تامر السعيد).
جائزة بولتيكانز للجمهور عام 2016: رشح للجائزة (تامر السعيد)
جوائز شاشة آسيا والمحيط الهادئ 2016: رشح لجائزة اليونسكو (تامر السعيد).  
جوائز سينما العالم أمستردام 2016: رشح لجائزة لجنة التحكيم لأفضل فيلم (تامر السعيد).
مهرجان نانت للقارات الثلاث 2016: فاز الفيلم بجائزة مونتيجولفير الذهبية – الجائزة الكبرى (تامر السعيد).

## وصلات خارجية
- مقالات تستعمل روابط فنية بلا صلة مع ويكي بيانات

https://elcinema.com/work/1569471 آخر أيام المدينة (فيلم)
https://www.imdb.com/title/tt5424898/ آخر أيام المدينة (فيلم)
https://www.aucegypt.edu/fac/tamer-el-said آخر أيام المدينة (فيلم)
https://dhliz.com/film/akher_ayam_al_madina/ آخر أيام المدينة (فيلم)
https://www.filmaffinity.com/en/film798810.html آخر أيام المدينة (فيلم)
https://mubi.com/films/in-the-last-days-of-the-city آخر أيام المدينة (فيلم)
https://letterboxd.com/film/in-the-last-days-of-the-city/ آخر أيام المدينة (فيلم)
https://www.rottentomatoes.com/m/in_the_last_days_of_the_city آخر أيام المدينة (فيلم)
https://www.themoviedb.org/movie/381722-akher-ayam-el-madina آخر أيام المدينة (فيلم)
https://www.tcm.com/tcmdb/title/529486/the-last-days-of-may#overview آخر أيام المدينة (فيلم)
https://www.criterion.com/current/posts/5632-in-the-last-days-of-the-city آخر أيام المدينة (فيلم)
https://www.allmovie.com/movie/in-the-last-days-of-the-city-vm3310706206 آخر أيام المدينة (فيلم)